# Soline (Župa dubrovačka)
Soline falu Horvátországban, Dubrovnik-Neretva megyében. Közigazgatásilag Župa dubrovačka községhez tartozik.

## Fekvése
A Dubrovnik városától légvonalban 10, közúton 12 km-re délkeletre, községközpontjától 2 km-re délkeletre, az Adria-parti főút mentén Zavrelje és Plat között fekszik. 

## Története
A régészeti leletek tanúsága szerint területe már az ókorban lakott volt. A legrégibb itt élt ismert nép az illírek egyik harcias törzse, az ardiaták voltak, akik az i. e. 4. századból hagyták itt nyomaikat. A magaslatokon épített erődített településeken éltek és kőből emelt halomsírokba temetkeztek. A stratégiai helyeken épített erődökből a nyoma máig fennmaradt  a Spilan és Na Kosturu nevű magaslaton épített illír váraknak. Több ókori halomsír található a Na Zvijezdi nevű magaslaton is. A rómaiak hosszú harcok után végül i. e. 135-ben verték le az ardiatákat. Közigazgatási központjuk innen délkeletre, a mai Donji Obod területén fekvő Epidaurum városa volt. Ebből a korból nem maradt fenn jelentősebb emlék a falu területén. A Nyugatrómai Birodalom bukása után a keleti gótok özönlötték el a térséget, őket 537-től 1205-ig kisebb megszakításokkal a bizánciak követték. A 7. században avarok és a kíséretükben érkezett szlávok, a mai horvátok ősei árasztották el a területet. A várakat lerombolták és az ellenálló lakosságot leöldösték. Így semmisült meg a mindaddig fennálló Epidaurum. A túlélő lakosság előbb Župára, majd Raguzába menekült. 
Soline az itt már évszázadokkal ezelőtt említett sólepárló telepeiről kapta a nevét. A határában fekvő Smokovijenac települést már 1281-ben említik. A középkorban területe a Raguzai Köztársasághoz tartozott. A környező településekhez hasonlóan itt is több raguzai családnak volt háza. A lakosság 1806-ban sokat szenvedett a montenegrói és orosz hadak pusztításától, akik sok házat, épületet kifosztottak és leromboltak. Az ostromló hadakat a franciák kényszerítették visszavonulásra. A köztársaság bukása után 1806-ban Dalmáciával együtt ez a térség is a köztársaságot legyőző franciák uralma alá került, de Napóleon bukása után 1815-ben a berlini kongresszus Dalmáciával együtt a Habsburgoknak ítélte. 1857-ben 145, 1910-ben 129 lakosa volt. 1918-ban az új szerb-horvát-szlovén állam, majd később Jugoszlávia része lett. A délszláv háború idején 1991 októberében a jugoszláv hadsereg és a szerb szabadcsapatok foglalták el a települést, melyet kifosztottak és felégettek. A lakosság a közeli Dubrovnikba menekült és csak 1992 tavaszán térhetett vissza. A háború után rögtön megindult az újjáépítés. 2011-ben 268 lakosa volt, akik főként turizmussal, vendéglátással foglalkoztak.

## Népesség
| Lakosság változása | Lakosság változása | Lakosság változása | Lakosság változása | Lakosság változása | Lakosság változása | Lakosság változása | Lakosság változása | Lakosság változása | Lakosság változása | Lakosság változása | Lakosság változása | Lakosság változása | Lakosság változása | Lakosság változása | Lakosság változása |
| ------------------ | ------------------ | ------------------ | ------------------ | ------------------ | ------------------ | ------------------ | ------------------ | ------------------ | ------------------ | ------------------ | ------------------ | ------------------ | ------------------ | ------------------ | ------------------ |
| 1857               | 1869               | 1880               | 1890               | 1900               | 1910               | 1921               | 1931               | 1948               | 1953               | 1961               | 1971               | 1981               | 1991               | 2001               | 2011               |
| 145                | 115                | 137                | 132                | 126                | 129                | 146                | 125                | 120                | 112                | 133                | 155                | 213                | 536                | 229                | 268                |

## Nevezetességei
- A Szent Miklós templomot a 14./15. században építették, majd a 18./19. században előcsarnokkal bővítették.1998-ban teljesen megújították. Évente négy-öt alkalommal mondanak benne misét.

- Spilan ókori vármaradványok

- Na Kosturu ókori vármaradványok és halomsír

- Na Zvijezdi ókori halomsírok